# Grand Theft Auto: Vice City
Grand Theft Auto: Vice City  (скор. GTA: Vice City або GTA: VC) — пригодницька відеогра, розроблена Rockstar North та видана компанією Rockstar Games. Є четвертою основною за рахунком і другою тривимірною грою із серії Grand Theft Auto. Вийшла 29 жовтня 2002 року для PlayStation 2, 12 травня 2003 для Microsoft Windows та 31 жовтня 2003 для Xbox. 4 січня 2008 року гра стала доступна для скачування за допомогою інтернет-сервісу Steam. На честь десятої річниці виходу гри, 6 грудня 2012 року Rockstar випустила спеціальну версію гри для мобільних пристроїв під управлінням операційних систем iOS і Android. Портуванням займалася американська компанія War Drum Studios. 11 листопада 2021 року компанія Rockstar Games випустила ремастовану збірку Grand Theft Auto: The Trilogy — The Definitive Edition, до якої увійшли GTA III, GTA: Vice City  і GTA: San Andreas.
Події гри відбуваються у вигаданому американському місті Вайс-Сіті, прототипом для якого послугувало реальне місто Майамі, у 1986 році & візуальний стиль гри (особливо одяг, музика і транспорт) відображає це, інколи з елементами витонченої пародії. Протагоністом гри виступає Томмі Версетті, який став жертвою змови свого кримінального боса Сонні Фореллі.
Концепція гри та геймплей у поєднанні з використанням 3D-движка гри сприяли тому, що Grand Theft Auto: Vice City стала відеогрою, що найбільше продається 2002 року  і однією з найбільш прибуткових комп'ютерних ігор в історії.

## Ігровий процес

Геймплей гри. Томмі Версетті їде на автомобілі

Гра розвиває основні ідеї геймплея попередніх ігор серії — Grand Theft Auto 2 і Grand Theft Auto III: гравцеві доведеться виконувати переважно кримінальні та протизаконні завдання, які видають різні персонажі гри. Більшість місій гравець отримує від кримінальних босів та інших персонажів гри, а також за допомогою кількох телефонних автоматів, розташованих на території міста. Також гравець може отримати додаткові завдання, якщо добереться до певного місця в ігровому світі або сяде в певний автомобіль. Після того, як гравець отримує завдання, він не може братися за виконання інших місій, поки не завершить або провалить поточну.
Графіка має ряд переваг — ефективніше використання поверхонь (при використанні моделі освітлення «radiosity», опрацьовані сонячні відблиски на камеру), основні текстури мають більшу роздільну здатність, ніж в GTA 3. Камера стала розташовуватися на рівні плеча, а не за спиною головного героя, а поліпшений інтерфейс став вказувати, крім іншого, висоту місцезнаходження об'єкта щодо висоти головного героя.
З'явилися ускладнені місії, що включають погоні і біг на вулицях та в приміщеннях, а також доставку піци, що входить в бонусні місії. Кількість моделей машин було збільшено до 120, з'явилися мотоцикли, гелікоптери і ряд інших транспортних засобів, причому з різних сайтів є можливість завантажити нові, в тому числі навіть бойові літаки. Пошкодження машин стали досить реалістичні — пом'яті крила, бовтаються двері і капот, зім'ятий задній бампер, спущені колеса і т. д. У фізиці, крім іншого, було зроблено реальне зчеплення машин з поверхнею, наприклад, з пляжним піском і мокрим асфальтом після дощу, а також заноси при спущених колесах. Кулі стали мати трасуючий ефект. Штучний інтелект у пішоходів і бандитів був підвищений.
Поза транспортного засобу головний герой, керований гравцем, може ходити, бігати, стрибати, а також використовувати зброю і битися врукопашну, але не вміє плавати (помирає в глибокій воді). Гравці можуть керувати різними транспортними засобами, зокрема водними та повітряними.
Відкрите оточення дає змогу гравцям вільно пересуватися та обирати, чим вони займатимуться в ігровому світі. Однак для того, щоб пройти гру і відкрити нові райони міста, необхідно виконувати сюжетні місії, в іншому ж вони не обов'язкові і можуть бути завершені гравцем у будь-який час. Поза місіями гравець вільний у діях і пересуванні, і може здійснювати багато протизаконних у реальному світі дій: вбивати перехожих і поліцейських, викрадати і підривати автомобілі тощо. Вчинення кримінальних злочинів привертає увагу органів правопорядку і підвищує рівень розшуку гравця поліцією. В інтерфейсі гри він відображений у вигляді «зірочок» у правому кутку ігрового екрана — кожному рівню відповідає певна кількість «зірочок». За мінімального рівня розшуку на упіймання протагоніста вирушають мінімальні сили поліції, а з підвищенням рівня розшуку для упіймання гравця на допомогу поліції буде направлено: за другого рівня розшуку — поліцейські машини, за 3 — поліцейський гелікоптер і 2 детективи на переробленому цивільному автомобілі Cheetah з блимавкою, за 4 — сили спецпризначенців (SWAT), за 5 — агентів ФБР, за 6 — армію США за підтримки танків. Позбутися розшуку можливо, перефарбувавши машину в фарбувальному салоні, переодягнувши протагоніста (за допомогою значка футболки в деяких магазинах одягу та місцях збереження, якщо рівень розшуку не більший за 2 пункти) або взявши поліцейський хабар у вигляді зірки (він знижує рівень розшуку на 1 пункт).
Якщо персонажа заарештують або він загине від отриманих травм, то він з'являється знову біля поліцейської дільниці або лікарні відповідно, позбавлений арсеналу зброї та бронежилета, а також частини грошових коштів, які пішли на дачу хабарів або лікування. Фактично, персонаж гравця необмежений у кількості життів. Це дозволяє персонажу «померти» стільки разів, скільки заманеться гравцеві, унеможливлюючи закінчити гру завчасно. Арешт поліцейськими або смерть протагоніста під час проходження ігрових завдань означає провал місії і необхідність проходження завдання заново.
У грі збереглися внутрішньоігрові бонуси, як-от аптечка, бронежилет, хабар поліції (знижує рівень розшуку поліцією на 1 пункт), адреналіна пігулка (сповільнює внутрішньоігровий час і збільшує силу удару) та символ черепа, який дає змогу влаштувати геноцид (водночас видають певну зброю).
В оригінальній версії на вулицях можна зустріти повій і заглядати в стриптиз-бар, у зв'язку з чим в Австралії гра пройшла цензуру і отримала позначку «MA15 +» тоді як в Англії — «18+», в Північній Америці — «M»(«mature»). У зв'язку з тим, що у Вайс-Сіті є кубинські і гаїтянські злочинці, в грудні 2003 року виступили з протестом відповідні нацменшини у Флориді, заявивши про насильство над іммігрантами, яке було виражене в грі.

### Завдання і нелінійність
Ігрові завдання, як і в попередніх іграх серії, поділяються на два види: сюжетні та побічні. Самі по собі сюжетні завдання лінійні, їх проходження просуває заздалегідь написаний сюжет гри і відкриває доступ до нових районів ігрового міста. Частина сюжетних завдань не є обов'язковими до виконання в грі. За кожне успішно виконане завдання гравець отримує винагороду: грошову або у вигляді зброї та автотранспорту.
Крім 63 основних сюжетних місій, існують також додаткові другорядні завдання — місії на автомобілях міських служб; місії з викрадення автомобілів; перегони на стадіоні та на маленьких радіокерованих літачках, гелікоптері та машині; стрілянина в тирі; збирання чек-поїнтів транспортним засобом на час тощо. У грі збереглися присутні в Grand Theft Auto III Rampage-місії, що активізуються, коли головний герой бере один із значків у вигляді черепа, які знаходяться по всьому місту. При цьому гравець отримує додаткову секретну місію, сенс якої полягає в тому, щоб за 2 хвилини знищити певну кількість учасників певної банди або транспортних засобів за допомогою будь-якого виду зброї. Також із попередньої гри серії повернулися «унікальні стрибки» — на території міста розташовуються трампліни, зокрема 36 «унікальних». При вдалому стрибку з такого трампліну на автомобілі або мотоциклі, крім грошового бонусу, гравець отримує ще й повідомлення про виконання унікального стрибка.

## Сюжет
1986 рік. З Ліберті-Сіті після 15 років в'язниці за вбивство 11 осіб повертається головний герой — Томмі Версетті. Бос Томмі, кримінальний авторитет Сонні Фореллі, явно не радий його поверненню і відправляє його у Вайс-Сіті укладати угоду з придбання партії наркотиків. Томмі і ще двох людей із клану Фореллі (Гаррі та Лі) зустрічає в аеропорту міста адвокат Кен Розенберг. Після цього всі вони приїжджають у порт міста, де і відбувається угода з братами Венсами. Але несподівано вона зривається трьома невідомими стрільцями, і з клану Фореллі гинуть усі, крім Томмі і Розенберга; також гине один із братів Венс. Томмі встигає врятуватися, стрибнувши в машину Розенберга, і вони разом їдуть до офісу адвоката. Опісля, влаштувавшись у готелі, Томмі телефонує Сонні та повідомляє про провал угоди. Фореллі розлючений і вимагає повернути гроші та наркотики, хоча вони вже лежать на його столі. Очевидно для Сонні і грошей, і наркотиків замало, і він намагається повністю контролювати кожного в цьому місті, включно з Томмі, який вочевидь не хоче бути обдуреним хлопчиком на побігеньках.
Так починається кримінальна кар'єра Томмі у Вайс-Сіті. На початку гри він знаходить передбачуваного замовника, шеф-кухаря Лео Тіла. Між ними відбувається бійка, в якій Лео гине, а Томмі забирає його мобільний телефон. На місці бійки Томмі зустрічає ще одного учасника проваленої угоди, що вижив, — Ленса Венса (молодшого брата загиблого в порту Віктора Венса), який пропонує Томмі об'єднати зусилля, бо у них спільні цілі. Томмі, хоч і не відразу, але погоджується. Згодом Версетті та Венс стають друзями.
За допомогою Кена Розенберга Томмі знайомиться з впливовими персонами в кримінальному світі Вайс-Сіті — магнатом нерухомості Ейвері Керрінгтоном і полковником Хуаном Гарсією Кортесом. Щоб здобути їхню довіру, Томмі виконує для них кілька завдань. Кортес, в обмін на роботу, погоджується допомогти Томмі знайти всіх винуватців у зриві угоди. Спочатку Кортес вираховує донощика, який допомагав зірвати угоду: ним виявляється Гонзалес ("права рука" полковника), якого Томмі згодом вбиває. А пізніше Кортес відправляє Томмі проконтролювати угоду наркобарона Рікардо Діаса з кубинською мафією, яку намагається зірвати банда гаїтян, заклятих ворогів кубинців. Версетті рятує Діасу життя і його гроші. На знак подяки Діас пропонує Томмі працювати на нього; також з'ясовується, що на Діаса вже працює і Ленс. Під час одного із завдань Ленс повідомляє Томмі, що він з'ясував про те, що угоду в порту зірвав саме Діас, і пропонує поквитатися з ним; пізніше Кортес підтверджує цю інформацію. Ленс поспішає вбити Діаса, однак Томмі відмовляє Ленса квапити події до зручного й розумного моменту. Але, охоплений жагою помсти за брата, Ленс намагається скоїти вбивство поодинці. Однак йому не вдається, його захоплюють у полон люди Діаса і катують на звалищі. Томмі вчасно дізнається про це від Кента Пола (головного інформатора міста) і приїжджає туди, вбиває більшу частину бандитів і рятує життя невдалому кілеру. Версетті вичитує Венса за цей необачний вчинок і тепер вони змушені вбити Діаса, поки він не вбив їх першим. Озброївшись автоматами, друзі проникають в особняк наркобарона, влаштовують там стрілянину і смертельно ранять Діаса. Перед смертю Діас звинувачує Томмі у зраді, але Ленс не дає йому договорити і добиває Діаса пострілом у голову.
Заволодівши солідним майном, Томмі починає створювати власну кримінальну імперію, займаючись пограбуваннями магазинів, збутом наркотиків, скуповуванням різного роду нерухомості зі злочинним прибутком і налагодженням контактів з іншими бандами (кубинці та байкери), а також із Кентом Полом та відомим рок-гуртком Love Fist, який Пол продюсує. Ленс, незадоволений тим, що Томмі не цінує його як компаньйона, починає дзвонити йому і пред'являти претензії в найбільш невідповідні для цього моменти. Але Томмі не звертає уваги на ці претензії через свою зайнятість.
Про авторитет Версетті, що розростається, дізнається Сонні Фореллі, який теж часто дзвонить Томмі і вимагає тепер, крім обіцяних грошей і наркотиків, ще й виплати відсотків від усього бізнесу Томмі у Вайс-Сіті. Але Томмі тепер не збирається підкорятися своєму босові. І тому справа доходить до того, що у Вайс-Сіті приїжджають 6 представників клану Фореллі і здійснюють напад на друкарню Print Works, яку Версетті придбав для виробництва фальшивих банкнот, а пізніше здійснюють рекет і на інші об'єкти Версетті. Томмі швидко знаходить винуватців і розправляється з ними. Зрештою, Сонні особисто прибуває у Вайс-Сіті. Томмі намагається відбутися 3 млн фальшивих доларів, але тут його відкрито зраджує Ленс (який зрадив Томмі ще раніше, зателефонувавши Фореллі) і повідомляє, де знаходяться справжні гроші. Стає зрозуміло, що саме Сонні - головний винуватець подій у порту, а Діас лише допомагав йому здійснити його план. Фореллі також підставив Томмі 15 років тому, найнявши 11 кілерів для його ліквідації. Насправді Сонні завжди заздрив кримінальному таланту Томмі і боявся того, що він зрештою займе його місце в банді, і тому всіляко намагався його позбутися. Зав'язується перестрілка просто в особняку Томмі, під час якої Версетті спочатку вбиває зрадника Ленса, а потім і самого Сонні Фореллі. Після цього до Томмі підходить шокований усім цим Кен Розенберг. Томмі каже адвокату, що більше ніхто їм погрожувати не буде і що настав час для чудових ділових стосунків з ним, адже клан Сонні Фореллі тепер знищено, а клан Томмі Версетті залишився єдиним правлячим у місті; Кен цьому шалено радий. Таким чином, Томмі Версетті стає найпотужнішою злочинною фігурою в кримінальному світі Вайс-Сіті.

### Атмосфера

Захід сонця над Вайс-Сіті. Місто, представлене у відкритому світі гри, було дуже високо оцінене рецензентами за його дизайн і опрацювання деталей. Зазначалося, що воно відчувається більш живим порівняно з Ліберті-Сіті у Grand Theft Auto III

Багато елементів ігрового світу запозичені з фільму Брайана де Пальми «Обличчя зі шрамом» і популярного американського телесеріалу 80-х «Поліція Маямі». А один з другорядних персонажів, Кен Розенберг, майже точна копія адвоката Девіда Кляйнфілда з фільму «Шлях Карліто», так само клуб «Малібу» є точною копією клубу «The Babylon».
Пишний особняк головного героя і кульмінаційна перестрілка в кінці гри дуже схожі на такі ж з «Обличчя зі шрамом». Більшість персонажів гри носять модні у той час бавовняні костюми світлих кольорів.
Так само, як і в «Поліції Маямі», більшість подій відбувається в особняках, на яхтах і в інших ефектних місцях. До речі, коли рівень зацікавленості поліції досягає трьох зірочок, до гонитви за гравцем приєднується спортивний автомобіль з сиреною («під прикриттям»). Його пасажири — два офіцери поліції в штатському, одягом нагадують головних героїв серіалу «Поліція Маямі».
Крім того, костюм «Mr. Vercetti», який гравець отримує після придбання стрип-клубу Pole Position, дуже схожий на костюм Тоні Монтани, який він одягає ближче до кінця фільму. Єдина відмінність — сорочка в Томмі рожевого кольору, а не білого. Нарешті, в місті є потайна квартира, ванна кімната, забризкана кров'ю, де лежить бензопилка — ще одна відсилання до «Обличчя зі шрамом», де була сцена тортури бензопилкою.

### Персонажі
- Томмі Версетті (англ. Tommy Vercetti) — головний герой. Відсидів у в'язниці 15 років, вийшов на свободу в 1986 році і був посланий босом Сонні Фореллі у Вайс-Сіті. Там Томмі зустрічається з різними фігурами з кримінальним минулим і починає створювати власний клан, головним чином на «брудні гроші». Персонажа в оригінальній версії озвучує актор Рей Ліотта[7].
- Сонні Фореллі (англ. Sonny Forelli) — голова мафіозного клану Фореллі в Ліберті-Сіті і колишній покровитель Томмі. Вбитий Томмі в особняку під час фінального завдання. Персонажа в оригінальній версії озвучує Том Сайзмор.
- Кен Розенберг (англ. Ken Rosenberg) — мафіозний адвокат, «кабінетний» персонаж, що допомагає Томмі в бізнесі. Зустрічається впродовж всієї гри. Персонажа в оригінальній версії озвучує Вільям Фіхтнер.
- Ленс Венс (англ. Lance Vance) — брат Віктора Венса, темношкірий наркоторговець, що став другом Томмі. Вміє керувати вертольотом. Після вбивства Рікардо Діаза він починає звинувачувати Томмі в тому, що той не дав йому гідної частки, в кінці гри, він зрадить Томмі і перейде на бік Сонні Фореллі, за що і буде убитий. Персонажа в оригінальній версії озвучує Філіпп Майкл Томас
- Хуан Гарсіа Кортез (англ. Juan García Cortez) — латиноамериканський полковник у відставці, судячи з усього, організував невелику ПВК і займається через неї торгівлею серйозною зброєю (танки, електронні чипи тощо) на чорному ринку. Перший з покровителів Томмі у грі, власник розкішної яхти. Персонажа в оригінальній версії озвучує Роберт Даві.
- Рікардо Діаз (англ. Ricardo Diaz) — головна особа у Вайс-Сіті — колумбійський контрабандист, що промишляє наркотиками. Живе в розкішному особняку на Острові Морської Зірки, є одним з клієнтів Томмі. Ленс «з'ясував», що це він зірвав угоду Томмі і вбив брата Ленса, за що і буде пізніше убитий. Відрізняється крайньою імпульсивністю. Персонажа в оригінальній версії озвучує Луїс Гузман.
- Умберто Робіна (англ. Umberto Robina) — ватажок кубинської банди. Контролює основне джерело доходу своєї банди — наркобізнес, що проводиться транспортуванням товару на моторних човнах. Керує невеличким рестораном у районі «Мала Гавана». Персонажа в оригінальній версії озвучує Денні Трехо.
- Тітонька Поулет (англ. Auntie Poulet) — голова гаїтянської банди, що відрізняється хитрістю, частенько пригощає Томмі наркотиками. Володіє мистецтвом вуду — традиційним на Гаїті, і її розмова з Томмі по телефону починається з фрази «Небіжчик нашептав мені, що нам потрібен саме ти …». Персонажа в оригінальній версії озвучує Міс Клео.

### Угруповання міста
- Вуличні наслідувачі (Street Wannabes) — різновид злочинців, можуть зустрітися будь-де в місті, але найчастіше на околиці торгового центру — «North Point Mall». Одягаються в джинси, одноколірні майки і шкіряні куртки чорного (негри) або світло-коричневого (європеєць з русявим волоссям) кольору. Займаються викраденням машин четвертого (Sentinel, Admiral тощо) і восьмого (Infernus, Banshee тощо) рівня і з'ясуванням стосунків з патрульними. Ніколи не озброєні.
- PIG[8] («Patrol Invest Group»,) — охоронна фірма. Носять синю форму схожу на поліцейську. Завжди озброєні пістолетами. База знаходиться в районі «Вашингтонські Пляжі». Сама фірма спочатку була абсолютно законною, але потім стала «кришувати» підприємства малого бізнесу.
- Банда Діаза — колумбійський наркокартель, під керівництвом Рікардо Діаза, наймогутніше угруповання міста. Всі члени угрупування носять фіолетові сорочки та футболки «поло». Озброєні пістолетами. Намагаються підтримувати свою монополію в торгівлі наркотиками в місті. Доходи легалізують через звалище, де утилізуються міські відходи. Після вбивства ватажка, банда зникає, і її місце займає банда Версетті.
- Кубинці — кримінальне угруповання кубинців з «Малої Гавани». Ватажок — Умберто Робіна і його батько — Альберто Робіна. Члени банди носять білі майки, джинси, червоні бандани або чорні капелюхи з червоними стрічками. Озброєні пістолетами. Заклятими ворогами банди є гаїтяни. Автомобіль членів угруповання — «Cuban Hermes» Основний бізнес — наркоторгівля.
- Гаїтяни — етнічна негритянська банда з «Малого Гаїті». Управляє бандою тітонька Поулет. Ворогують з кубинцями. Основний бізнес банди це торгівля дешевими наркотиками, які вони роблять на своєму заводі неподалік від піцерії в «Малому Гаїті». Після того, як Томмі на замовлення Робіна підриває цей завод у місії «Trojan Voodoo», гаїтяни починають ненавидіти Томмі й іноді атакують його при виявленні. Учасники банди носять сині футболки, джинси. Озброєні пістолетами. Члени банди роз'їжджають на автомобілях Voodoo.
- Акули («Sharks») — одна з найбільш організованих і водночас найменш відомих банд. Зустрічається в північній частині Vice Point. Учасники банди носять джинси, футболки і джинсові жилетки з зображенням на спині білої акули або рудого дракона в китайському стилі. Їздять на модифікованих, швидких і маневрених мікроавтобусах Gang Burrito.
- Маріос (Marios/Vercetti Gang) — банда, що приходить на заміну банди Діаса після його вбивства. Є особистим угрупуванням Томмі Версетті. Її учасники займаються охороною майна Версетті. Озброєні пістолетами, а після смерті Сонні — УЗІ.
- Байкери — банда байкерів з бару в Даунтауна. Вони носять шкіряний одяг, джинси. Мають бороди, довге волосся і татуювання. Пішки не з'являються, за винятком одного, що стоїть біля входу в бар. Іноді озброєні пістолетами, але зазвичай зброї не мають. Ватажок — Мітч Бейкер, що постійно перебуває в барі.
- Гравці у Гольф — літні чоловіки й жінки з ключками для гольфу. Навряд чи їх можна назвати бандою, проте при спробі вбити кого-небудь з них, вони тут же спробують помститися за нього. Їздять на гольф-машинках, порушуючи правила.
- Військові — військовослужбовці Вайс-Сіті. Місце проживання: Fort Baxter Air Base. Заняття: охорона військової бази. Одяг: камуфльована військова форма. Зброя: M4. З незрозумілих причин стріляють у Томмі при виявленні, навіть коли він за межами військової бази і без зірочок. Якщо Томмі в уніформі поліцейського, стріляти не будуть, якщо Томмі сам не нападе; дозволять зайти на територію військової бази і навіть викрасти будь-який транспортний засіб.

## Саундтрек і внутрішньоігрові ЗМІ
У грі присутньо 9 радіостанцій, 7 з них музичні, а 2 — у форматі ток-шоу. Всі вони доступні для прослухування гравцеві, коли протагоніст гри знаходиться в будь-якому транспортному засобі, за винятком автомобілів спеціальних служб (поліція, швидка допомога, пожежна служба). Музичне мовлення на всіх радіостанціях переривається рекламними оголошеннями. Деякі рекламовані речі мають відношення до гри, інші — згадуються на розмовних радіостанціях, також існують пародії на реальну рекламу того періоду.
Відмітною особливістю музичного супроводу Vice City є те, що композиції, що можна почути на хвилях радіостанцій, є реальними хітами початку 1980-х.
Саундтрек включає приблизно 9 годин музичних композицій 80-х, серед яких: Motley Crue, Cutting Crew, Electric Light Orchestra, Judas Priest, Grandmaster Flash, Лаура Браніган, Kool and the Gang, Flock of Seagulls, Hall & Oates і Майкл Джексон. Серед інших виконавців є Megadeth, Quiet Riot, Toto, Blondie, Iron Maiden, Ozzy Osbourne, INXS, Teena Marie, Браян Адамс, Кейт Буш, Go West, Luther Vandross, Kool & the Gang, Frankie Goes to Hollywood, Spandau Ballet, Hashim, REO Speedwagon.

## Випуск на основних ігрових платформах

### PlayStation 2
На сьогоднішній день Grand Theft Auto: Vice City для PlayStation 2 має найкращі показники продажів серед усієї серії ігор, окрім нової GTA IV, що в перший же день розійшлася тиражем 4,2 млн копій. Vice City пророкували більший комерційний успіх, ніж попередній грі серії, Grand Theft Auto III, через численні поліпшення та інтерес публіки на хвилі успіху GTA III. Цікавим фактом є те, що Vice City продавалася краще за наступну гру серії, Grand Theft Auto: San Andreas. Причиною такої ситуації можна вважати договір між Sony Computer Entertainment і Take-Two Interactive, підписаний перед виходом Vice City, згідно з яким гра мала вийти ексклюзивно на PlayStation 2. Це змусило шанувальників гри сумніватися у виході версій для Xbox і PC. Однак незабаром договір було переписано, дозволивши портування гри на PC і вихід збірки Grand Theft Auto: Double Pack для Xbox. Коли 2004 року вийшов San Andreas для PlayStation 2, можна було впевнено говорити про появу версій для Xbox і PC 2005 року.
Vice City є одним із лідерів продажів PlayStation 2, час від часу поступаючись Gran Turismo 3: A-Spec.

### PC
Версія Grand Theft Auto: Vice City для персональних комп'ютерів мала набагато кращу продуктивність, ніж попередня гра серії, Grand Theft Auto III. Пояснити це можна тим, що GTA III прораховувала всі об'єкти навколо гравця (навіть якщо їх не було видно), а рушій Vice City обмежувався тільки тим, що потрібно було відобразити на екрані, — це зменшувало навантаження на комп'ютер. Системні вимоги Vice City трохи зросли порівняно з GTA III (оскільки ігрові моделі стали більш деталізованими).

### Xbox
Версія для Xbox з'явилася через рік після виходу гри на PlayStation 2; також вона увійшла до збірок Grand Theft Auto: Double Pack і Grand Theft Auto: Trilogy Pack. Можливості Xbox дали змогу внести в гру кілька поліпшень порівняно з версіями для PlayStation 2 і PC. Потужне на свої часи обладнання приставки забезпечило підтримку кращої графіки: більш деталізовані моделі; віддзеркалення і тіні, що прораховуються в реальному часі; збільшена дальність промальовування; поліпшені погодні ефекти. Однак низька екранна роздільна здатність портованої версії гри знизила ефект використання поліпшених текстур. Наявність у Xbox жорсткого диска дала змогу використовувати в якості радіостанції в грі призначені для користувача аудіофайли у форматі WMA.

### PlayStation 4
5 грудня 2015 року компанія Rockstar Games випустила ремейк версії для PlayStation 2 в HD-якості і з роздільною здатністю 1080р для консолі восьмого покоління. Через те, що гру було перетворено з оригінальної версії, вона не підтримує периферійні пристрої для консолі шостого покоління, у деяких випадках могло змінитися керування або деякі функції можуть бути недоступні.

## Оцінки і відгуки
| Агрегатор    | Оцінка                         |
| ------------ | ------------------------------ |
| GameRankings | 94.43/100 (PS2) 94.39/100 (PC) |
| Metacritic   | 95/100 (PS2) 94/100 (PC)       |

| Видання                  | Оцінка                   |
| ------------------------ | ------------------------ |
| 1Up.com                  | A+                       |
| AllGame                  | [ 14 ]                   |
| Computer and Video Games | 9.5/10                   |
| Eurogamer                | 9/10                     |
| GamePro                  | 4,5/5 (PS2)              |
| GameRevolution           | A                        |
| GameSpot                 | 8.4/10 (PS2) 7.6/10 (PC) |
| GameSpy                  | 4/5 (PS2) 3/5 (PC)       |
| IGN                      | 9.7/10 (PS2) 9.3/10 (PC) |

Загалом гра отримала позитивні відгуки, графіка і геймплей були високо оцінені, враховуючи її відносно невеликі системні вимоги. GTA Vice City здобула значну популярність серед гравців і вплинула на всі наступні ігри серії GTA, у кожній новій версії гри в головного героя та ігрового світу з'являється дедалі більше функцій і можливостей, які розробляються з урахуванням їхньої популярності в попередніх іграх серії.
Grand Theft Auto: Vice City отримала премію BAFTA в галузі ігор 2004 року в номінаціях «Action Game», «Design», «PC», «PS2», «Sound» і «Sunday Times Reader Award For Games».
У 2022 році сайт IGN присвоїв Grand Theft Auto: Vice City 5 місце в списку 25 найкращих ігор на PlayStation 2.

## Цікаві факти
- На початку гри, на заставці обіграний процес завантаження гри в командному рядку комп'ютера Commodore 64, популярного домашнього комп'ютера в 1980-х роках. На задньому фоні чутно як користувач під звуки пісні «Video Killed the Radio Star» гурту Buggles повільно набирає команди завантаження гри і після запиту вставляє касету в магнітофон і натискає на відтворення. З'являється коротенький вступ з логотипом Rockstar North[23].
- З одним з вертолітних майданчиків на західному острові міста можна потрапити в таємну кімнату сусідньої будівлі (стрибнувши в найближче вікно). У центрі кімнати велике яйце шоколадного кольору, на якому написане «Happy Easter»! (Щасливого Великодня!). Таким чином розробники обіграли термін «великодні яйця» (англ. easter eggs), вставивши в гру справжнє великоднє яйце.
- Навпроти клубу «Малібу» є велика будівля. Якщо вночі здалека на будівлі можна побачити приховане послання від розробників. Вікна з увімкненим світлом зображають пеніс. Рівно о 23:00 за ігровим часом фонтанчик на даху будівлі випускає декілька снопів бризок, символізуючи еякуляцію.
- У річці, що розділяє два острови, біля клубу байкерів можна побачити труп людини з забетонованими ногами, що є відсиланням до Коза Ностра, другу таку ж людину можна побачити недалеко від моста, що веде зі східного острова на Starfish Island.
- Також вночі на небі можна побачити сузір'я у вигляді логотипу Rockstar Games. Форму логотипу Rockstar Games має і один з басейнів на Starfish Island.
- На вулицях міста валяються газети із заголовками англ. «Zombie of Elvis is found» («Знайдене зомбі Елвіса Преслі»).
- При 100 % проходженні гри в притулках з'явиться футболка з написом «Я пройшов ГТА на 100 %, і усе що я отримав — цю ідіотську футболку», що є відсиланням до гри The Secret of Monkey Island.
- У North Point Mall можна знайти магазин Gash, який є пародією на торгову марку Gap.